# Copelatus paludorum
Copelatus paludorum är en skalbaggsart som beskrevs av Guignot 1952. Copelatus paludorum ingår i släktet Copelatus och familjen dykare. Inga underarter finns listade i Catalogue of Life.